# Culicoides festivipenis
Culicoides festivipenis är en tvåvingeart som beskrevs av Jean-Jacques Kieffer 1914. Culicoides festivipenis ingår i släktet Culicoides och familjen svidknott. Inga underarter finns listade i Catalogue of Life.